# بئاتا راکوفسکا
بئاتا راکوفسکا (لهستانی: Beata Rakowska؛ زادهٔ ۲۸ مارس ۱۹۶۵) بازیگر اهل لهستان است.
از فیلم‌ها یا مجموعه‌های تلویزیونی که وی در آن‌ها نقش داشته‌است، می‌توان به در خوشی و سختی، عشق اول و جهان به روایت خانواده کیپسکی اشاره نمود.